# Định Hải, Yên Định
Định Hải là một xã thuộc huyện Yên Định, tỉnh Thanh Hóa, Việt Nam.

## Địa lý
Xã Yên Lạc nằm phía nam huyện Yên Định, cách trung tâm huyện 7 km, cách trung tâm thành phố Thanh Hóa 36 km, có vị trí địa lý:
- Phía đông giáp xã Định Tăng
- Phía nam giáp xã Xuân Vinh huyện Thọ Xuân
- Phía tây giáp xã Yên Hùng và Yên Thịnh
- Phía bắc giáp xã Yên Ninh.

Xã Định Hải có diện tích 5,99 km², dân số năm 1999 là 5335 người, mật độ dân số đạt 891 người/km².

## Hành chính
Xã Định Hải được chia thành 5 thôn: Sét Thôn, Thịnh Thôn, Trịnh Điện, Ái Thôn, Duyên Lộc.